# Playa de Carranques

La playa de Carranques, junto a la playa de Huelgues y La Isla, es una de las tres playas de la parroquia de Perlora, concejo de Carreño, Principado de Asturias, España
Forma parte de la Costa Central asturiana, la cual se caracteriza por ser de los pocos tramos costeros de Asturias que no tiene protección medioambiental, pese a que muchas de ellas cuentan con una curiosa vegetación en la misma playa; de hecho, esta playa está ubicada en un entorno paisajístico de gran interés por la presencia de con calas, cuevas y su abundante vegetación.

## Descripción
Al igual que la pequeña y cercana playa de La Isla, presenta forma de concha. Posee un paseo marítimo totalmente urbanizado que partiendo de la Playa de Candás, llega hasta la de Xivares, pasando entre otras por las de Huelgues, y Tranqueru ; puede considerarse un paseo de fácil realización a pie.
Puede accederse a la playa mediante una escalera situada tras la zona de aparcamiento que se ubica cerca de un camping.
En cuanto a los servicios con los que cuenta, podemos destacar la presencia de lavabos, duchas, papeleras, servicio de limpieza, oficina se turismo teléfono, señalización de peligro, zona infantil y deportiva, y en temporada estival con equipo de salvamento.